# ناوکی تاناکا
ناوکی تاناکا (ژاپنی: 田中 直基؛ زادهٔ ۲۹ مارس ۱۹۹۳) یک بازیکن فوتبال اهل ژاپن است.
از باشگاه‌هایی که در آن بازی کرده‌است می‌توان به باشگاه فوتبال آزول کلارو نومازو و باشگاه فوتبال بلاوبلیتز آکیتا اشاره کرد.